# Lucia Gailová
Lucia Gailová (* 18. Januar 1971 in Prag) ist eine tschechoslowakisch-deutsche Schauspielerin und Hörspielsprecherin.

## Werdegang
Gailová studierte von 1991 bis 1993 Drama, Theater und Medien an der Justus-Liebig-Universität Gießen. Danach absolvierte sie bis 1997 an der Schauspielschule Bochum ein Schauspielstudium und war dort danach Ensemblemitglied bei Leander Haussmann bis 2000. Seit 1998 war sie in über 40 TV-Produktionen zu sehen, seit 2000 als freie Schauspielerin. Von 2004 bis 2006 studierte sie an der Drehbuchakademie der Deutschen Film- und Fernsehakademie Berlin (dffb) in Berlin. Sie lebt in Berlin und Prag.

## Filmografie (Auswahl)
- 2000: Ein starkes Team – Der Todfeind
- 2001: Wilsberg: Wilsberg und der Mord ohne Leiche (Fernsehserie)
- 2003: Dienstreise – Was für eine Nacht
- 2003: SOKO Leipzig –  Unter Asphalt
- 2003: Wenn Weihnachten wahr wird
- 2004: Typisch Mann! (Fernsehserie)
- 2004: Alarm für Cobra 11 – Folge 115: Freunde in Not
- 2008: Der Tote im Elchwald
- 2008: SOKO Wismar – Drunter und drüber
- 2009: Die Rosenheim-Cops – Ottos letzter Sieg
- 2011: Ein Fall für zwei – Alles außer Liebe
- 2012: Russisch Roulette
- 2013: Doc meets Dorf